# Air Mekong
La Air Mekong è stata una compagnia aerea civile del Vietnam con base nell'aeroporto di Phú Quốc. È stata fondata nel 2009 iniziando i voli di linea nell'ottobre 2010.
Si tratta della terza compagnia aerea privata del Vietnam, dopo la Indochina Airlines (fallita nel 2009) e la VietJet Air.
La flotta della Air Mekong era composta da quattro Bombardier CRJ 900 dotati di novanta posti fra classe economica e business, affittati dalla statunitense SkyWest Leasing.
Le operazioni di volo sono state sospese nel 2013 e nel 2015 è stata revocata la licenza di volo.